# Hugh Adcock
Pour les articles homonymes, voir Adcock.
Hugh Adcock (né le 10 avril 1903 à Coalville et mort le 16 octobre 1975 dans la même ville) est un footballeur international anglais. Il évoluait au poste d'ailier droit.

## Carrière

### En club
- ? :  Ravenstone United
- ? :  Coalville Town (en)
- ? :  Loughborough Corinthians (en)
- 1923-1935 :  Leicester City (434 matchs et 51 buts)
- 1935 :  Bristol Rovers (13 matchs et 1 but)
- ? :  Folkestone FC (en)
- ? :  Ibstock Penistone Rovers (en)

### En sélection
- 1929 :  Angleterre (5 matchs et 1 but)